# Susan Weinert

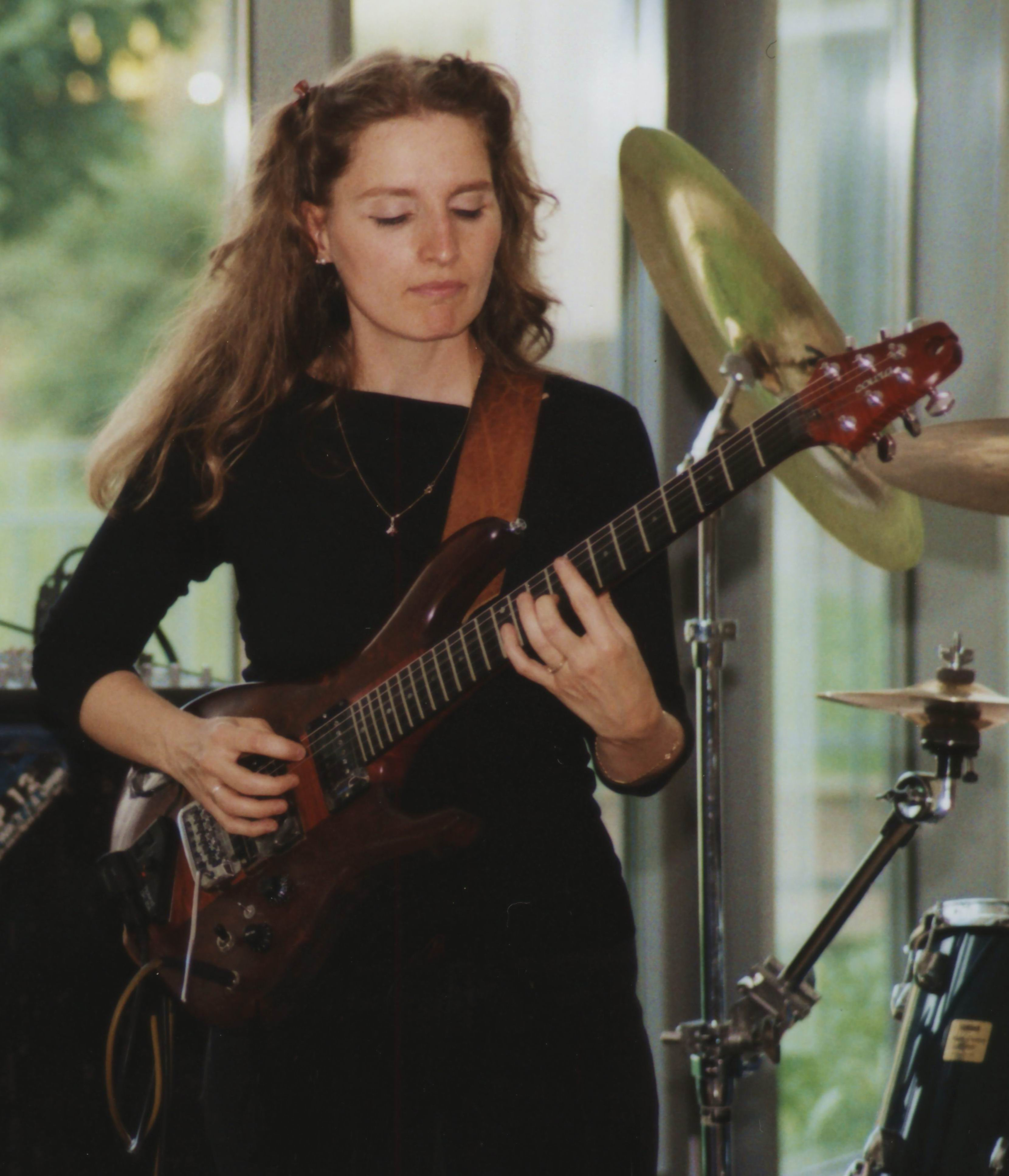
Susan Weinert (2002)

Susan Weinert (* 24. Juni 1965 in Neunkirchen (Saar); † 2. März 2020 ebenda) war eine deutsche Jazzgitarristin, Komponistin und Produzentin.

## Leben
Susan Weinert ging in ihrer Geburtsstadt, dem saarländischen Neunkirchen, zur Schule und durchlief im Anschluss eine Ausbildung als Zahnarzthelferin. Nach Erlernen des Gitarrenspiels als Kind und Jugendliche zeichnete sich jedoch bereits in den 1980er-Jahren eine professionelle Laufbahn als Jazz-Musikerin ab. Susan Weinert nahm Unterricht bei den Jazzmusikern David Liebman, Richie Beirach sowie den Gitarristen John Abercrombie und Mike Stern. Außer der musikalischen Prägung durch ihre Lehrer hat sie sich von Gitarristen wie Pat Metheny, Scott Henderson und Allan Holdsworth, aber auch von traditionellen Jazzmusikern wie Charlie Parker, Miles Davis, Wes Montgomery oder Sonny Rollins beeinflussen lassen.
Sie starb Anfang März 2020 im Alter von 54 Jahren an den Folgen eines langen Krebsleidens.
Ende August 2023 wurde ihr der Susan-Weinert-Weg in Neunkirchen gewidmet. Dabei handelt es sich um einen Verbindungsweg mit Allee-Charakter zwischen der Globus-Markthalle und der Innenstadt, der neu eingerichtet wurde.

## Wirken
Susan Weinert erhielt Einladungen als Gitarristin in die Band Steps Ahead von Mike Mainieri sowie zu Bandprojekten des Bassisten Jimmy Earl oder des Keyboarders Michael Ruff.
1985 gründete sie mit ihrem Mann Martin Weinert als Bassisten und dem Kölner Schlagzeuger Hardy Fischötter die Susan Weinert Band. Wurden in der Anfangsphase überwiegend Fremdkompositionen gespielt, begann Susan Weinert 1990 eigene Kompositionen zu schreiben. Bereits mit der Veröffentlichung ihrer ersten CD Mysterious Stories 1992 spielte die Band nur noch Stücke aus der Feder Susan Weinerts. Die Musik der Susan Weinert Band bewegte sich im Spannungsfeld von Jazz, Rock und Funk und ließ improvisatorischen Freiraum für jeden einzelnen Musiker. Der Sound der ersten CD wurde beeinflusst durch die Verwendung eines über die E-Gitarre angesteuerten Synthesizers. Auf der zweiten CD Crunch Time aus dem Jahr 1994 wurde das Trio durch den Keyboarder Oliver Heuss verstärkt, dessen Spiel jedoch fast ausschließlich begleitenden Charakter hatte. Insgesamt war die Gangart im Vergleich zur ersten Veröffentlichung etwas härter und rockiger. Im Gegensatz dazu wurde das Klangbild der dritten Veröffentlichung The Bottom Line (1996) deutlich ruhiger und wärmer, was hauptsächlich dem Pianospiel von Rachel Z geschuldet war. Einen etwas jazzigeren Sound lieferte die darauffolgende CD Point of View aus dem Jahr 1999, die eine Tendenz zum Einsatz akustischer Instrumente erkennen ließ. Eine Ausnahme bildete lediglich die E-Gitarre der Bandleaderin. Da Susan Weinert mit etwas größerer Besetzung experimentieren wollte, war ursprünglich der Einsatz einer Bläser-Gruppe aus Saxofon und Trompete geplant. Nachdem sie jedoch den Sänger Michael Schiefel kennenlernte, wurde die Trompetenstimme durch dessen menschliche Stimme ersetzt. Den Saxofon- und Klavierpart übernahmen die beiden Franzosen Pierre Bertrand und Jean-Yves Jung.
Nach dem Wechsel der Plattenfirma von VeraBra Records beziehungsweise von dem zur Schott Music Group gehörenden Label Intuition zu Skip Records wurden 2002 die erste Live-CD der Susan Weinert Band und die erste akustische Duo-Aufnahme (Synergy) zusammen mit ihrem Mann Martin Weinert am Kontrabass veröffentlicht. Sie spielte dabei eine akustische Gitarre mit Nylonsaiten, die ihr die deutschen Instrumentenbauer Albert & Müller individuell angefertigt hatten.
2004 gründeten Susan Weinert und ihr Mann das eigene Musiklabel Tough Tone Records, auf dem die Mini-CD Coming Out sowie die CD Running Out of Time veröffentlicht wurden. Auf letztgenannter CD stieß der saarländische Sänger Francesco Cottone zum Trio, der erstmals die Musik Susan Weinerts mit englischen Texten versah. Dessen Stimme verstärkte 2006 auch die nächste akustische Veröffentlichung Dancing on the Water. 2007 erschien mit Tomorrow’s Dream eine akustische Aufnahme in Duobesetzung. 2010 folgte mit Thought & Memories ein akustisches Album in Trio-Besetzung zusammen mit dem Percussionisten David Kuckhermann. Durch das Zusammentreffen mit dem Philosophen und Psychotherapeuten Mathias Jung entstand die Idee zu der 2012 entstandenen CD Die Liebe – eine Himmelsmacht. Auf dieser CD wurden 18 Liebesgedichte vertont. Danach folgte 2015 die Veröffentlichung der CD Fjord mit unterschiedlichen Musiker aus Deutschland, Polen, und Norwegen wie z. B. der Sängerin Torun Eriksen, dem Pianisten Leszek Możdżer, der Pianistin Julia Hülsmann, dem Saxophonisten Andrzej Olejniczak u. a.
Sowohl mit dem Band- als auch weiterhin mit dem Duoprojekt war Susan Weinert aktiv. Sie hatte Konzert- und Festivalauftritte in Deutschland und Europa. Eine kleinere Konzerttournee machte sie mit ihrer Band in den USA. Einladungen des deutschen Goethe-Instituts verschafften ihr Auftritte in Afrika und in Asien.
2018 war Susan Weinert mit ihrem Susan Weinert Rainbow Trio mit dem jungen Pianisten Sebastian Voltz unterwegs, um ihre 13. CD-Veröffentlichung unter dem Titel Beyond the Rainbow vorzustellen. Die Live-Aufnahmen dazu entstanden anlässlich eines Konzertes im Juli 2018 im Rahmen der Studio-Konzert-Reihe in den Bauer Studios in Ludwigsburg. Das Mixing des Albums übernahm Gérard de Haro im Studio La Buissonne in der Nähe von Avignon in Südfrankreich. Parallel dazu trat Susan Weinert bei Festivals in speziellen Projekten in Erscheinung, so z. B. mit den polnischen Musikern Leszek Możdżer und Adam Bałdych sowie der deutschen Pianistin Julia Hülsmann. Zuletzt erschien mit dem Susan Weinert Rainbow Trio das Album Der Baum vor meinem Fenster.
Weinert gab auch Workshops für Nachwuchsmusiker.

## Diskografische Hinweise
- 1992 – Mysterious Stories
- 1994 – Crunch Time
- 1996 – The Bottom Line
- 1999 – Point of View
- 2002 – Triple Talk/Live
- 2002 – Susan Weinert, Martin Weinert: Synergy
- 2004 – Coming Out
- 2004 – Running Out of Time (mit Francesco Cottone)
- 2006 – Dancing on the Water (mit Francesco Cottone)
- 2007 – Tomorrow’s Dream
- 2010 – Thoughts & Memories
- 2013 – Die Liebe – eine Himmelsmacht
- 2015 – Susan Weinert, Martin Weinert: Fjord
- 2018 – Beyond the Rainbow
- 2019 – Der Baum vor meinem Fenster